# Michael Kidd-Gilchrist
Michael Anthony Edward Kidd-Gilchrist (Elizabeth, Nueva Jersey; 26 de septiembre de 1993) es un baloncestista estadounidense que se encuentra sin equipo. Con 1,98 metros de estatura, juega en la posición de alero.

## Biografía
Nacido como Michael Gilchrist, su cambio de nombre se debe al fallecimiento de su tío y padrino Darrin Kidd el 7 de julio de 2011, justo cuando Michael estaba a punto de entrar en la Universidad de Kentucky. Su padre, implicado en el narcotráfico del condado de Candem, fue asesinado en un tiroteo el 11 de agosto de 1996 cuando Michael tenía tres años de edad. Desde entonces sería su tío el que se encargase de su formación. Al fallecer este, cambió su apellido legal por el de Kidd-Gilchrist como homenaje.
Su historia es comparada con la película de Disney El Rey León, que el propio Kidd-Gilchist confesó ver una vez por semana en homenaje a su padre.

## Carrera

### Instituto
Michael eligió el prestigioso St. Patrick High School, a escasa millas de su casa. En su debut, perdió cinco balones, pero al poco tiempo ya era considerado uno de los mejores jugadores de instituto del país.
Tras terminar el instituto participó en el prestigioso McDonald's All-American Game, proclamándose MVP del partido junto con James Michael McAdoo.

### Universidad
Gilchrist se comprometió a acudir a la Universidad de Kentucky el 14 de abril de 2010 para formar parte de los Kentucky Wildcats.
Debutó con los Wildcats encestando 15 puntos ante los Marist Red Foxes. Su mejor actuación fue en un encuentro contra los Louisville Cardinals, en el que Kidd-Gilchrist anotaría 24 puntos y capturaría 19 rebotes.
El 2 de abril se proclamó campeón de la NCAA ante la Universidad de Kansas. Michael atrapó 6 rebotes y anotó 11 puntos, lo que le convirtió en el tercer jugador de su equipo en registrar dobles dígitos en anotación. Concluyó su año freshman con promedios de 11.9 puntos y 7.4 rebotes.

#### Estadísticas
| Año     | Equipo   | PJ | PT | MPP  | %TC  | %3P  | %TL  | RPP | APP | ROB | TPP | PPP  |
| ------- | -------- | -- | -- | ---- | ---- | ---- | ---- | --- | --- | --- | --- | ---- |
| 2011–12 | Kentucky | 40 | 39 | 31.1 | .491 | .255 | .745 | 7.4 | 1.9 | 1.0 | 2.2 | 11.9 |

### NBA

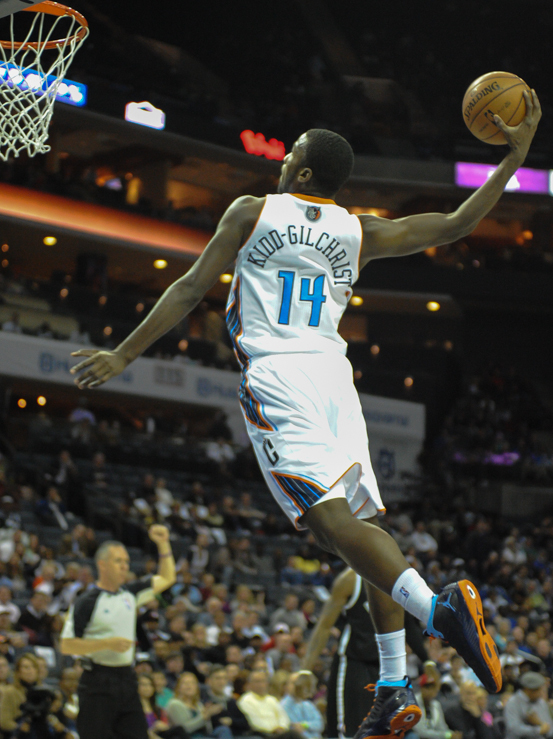
Kidd-Gilchrist a punto de realizar un mate en 2013

Muchos especialistas situaban a Kidd-Gilchrist dentro del Top 5 del Draft, siendo elegido por los Charlotte Bobcats en la segunda posición por detrás de su compañero en Kentucky Anthony Davis. MKG se estrenó como profesional partiendo desde el banquillo ante los Indiana Pacers anotando 2 puntos y capturando 7 rebotes. Ganó el premio al Rookie del Mes de noviembre y participó en el Rising Stars Challenge, en el que anotó 8 puntos y capturó 4 rebotes. Al final de la temporada fue incluido en el segundo quinteto de rookies, con unos promedios de 9 puntos, 5.8 rebotes y 1.5 asistencias en su primer año en la NBA.
El 26 de septiembre de 2015, Kidd-Gilchrist renovó su contrato con los Hornets por 4 años y 52 millones de dólares. El 3 de octubre de 2015, Michael sufrió un dislocamiento del hombro derecho en un partido de pretemporada contra los Orlando Magic. Dos días después, se reveló que sea probable que se pierda la temporada 2015-2016.
Después de ocho años en Charlotte, el 11 de febrero de 2020 firma con Dallas Mavericks, con los que debutó el 21 de febrero.
Tras unos meses en Dallas, el 28 de noviembre de 2020, firma un contrato de un año con New York Knicks. Pero el 19 de diciembre, antes del inicio de la temporada, es cortado por los Knicks.

## Perfil de jugador
Kidd-Gilchrist es un alero versátil, que también puede jugar de escolta. Su físico le permite ser un buen defensor, pero debe mejorar su lanzamiento exterior. Su entrenador en la Universidad de Kentucky John Calipari, definió a Kidd-Gilchrist como el más trabajador de su quinteto.
A pesar de contar con un buen ojo para lanzamientos de media distancia, su pésima mecánica y forma de disparo (se describe como torcida y con una mano puesta encima de la pelota, dando a entender que esta bloqueando su propio tiro, lo vuelven uno de los más criticados, en toda la NBA, por no cambiar su forma de lanzar, para aumentar sus estadísticas de anotación.

## Estadísticas de su carrera en la NBA

### Temporada regular
| Año     | Equipo    | PJ  | PT  | MPP  | %TC  | %3P  | %TL  | RPP | APP | ROB | TPP | PPP  |
| ------- | --------- | --- | --- | ---- | ---- | ---- | ---- | --- | --- | --- | --- | ---- |
| 2012-13 | Charlotte | 78  | 77  | 26.0 | .458 | .222 | .749 | 5.8 | 1.5 | .7  | .9  | 9.0  |
| 2013-14 | Charlotte | 62  | 62  | 24.2 | .473 | .111 | .614 | 5.2 | .8  | .7  | .6  | 7.2  |
| 2014-15 | Charlotte | 55  | 52  | 28.9 | .465 | .000 | .701 | 7.6 | 1.4 | .5  | .7  | 10.9 |
| 2015-16 | Charlotte | 7   | 7   | 29.3 | .541 | .429 | .690 | 6.4 | 1.3 | .4  | .4  | 12.7 |
| 2016-17 | Charlotte | 81  | 81  | 29.0 | .477 | .111 | .784 | 7.0 | 1.4 | 1.0 | 1.0 | 9.2  |
| 2017-18 | Charlotte | 74  | 74  | 25.0 | .504 | .000 | .684 | 4.1 | 1.0 | .7  | .4  | 9.2  |
| 2018-19 | Charlotte | 64  | 3   | 18.4 | .476 | .340 | .772 | 3.8 | 1.0 | .5  | .6  | 6.7  |
| 2019-20 | Charlotte | 12  | 0   | 13.3 | .340 | .294 | .778 | 2.9 | .8  | .0  | .3  | 4.0  |
| 2019-20 | Dallas    | 13  | 0   | 9.3  | .308 | .000 | .800 | 2.5 | .3  | .2  | .2  | .9   |
| Total   | Total     | 446 | 356 | 24.6 | .474 | .272 | .715 | 5.4 | 1.2 | .7  | .7  | 8.4  |

### Playoffs
| Año   | Equipo    | PJ | PT | MPP  | %TC  | %3P  | %TL  | RPP | APP | ROB | TPP | PPP |
| ----- | --------- | -- | -- | ---- | ---- | ---- | ---- | --- | --- | --- | --- | --- |
| 2014  | Charlotte | 4  | 4  | 22.8 | .519 | .000 | .600 | 6.5 | 1.5 | .0  | .5  | 8.5 |
| 2020  | Dallas    | 6  | 0  | 9.2  | .286 | .222 | .667 | 1.0 | .5  | .2  | .2  | 2.3 |
| Total | Total     | 10 | 4  | 14.6 | .439 | .200 | .625 | 3.2 | .9  | .1  | .3  | 4.8 |